# Сабатино - Ара Мартела (Фрозиноне)
Сабатино - Ара Мартела је насеље у Италији у округу Фрозиноне, региону Лацио.
Према процени из 2011. у насељу је живело 75 становника. Насеље се налази на надморској висини од 175 м.